# Acción Agraria Riojana
Acción Agraria Riojana fue un partido político español de ámbito riojano fundado en Logroño en 1931. Estuvo activo durante la Segunda República española, aglutinando a los sectores conservadores de la burguesía agraria riojana, pequeños y medianos propietarios, militares, personas relacionadas con los sindicatos católicos y la Iglesia. Su portavoz era el Diario La Rioja, principal portavoz de la Iglesia católica en la provincia. Sus dirigentes más destacados fueron Ángeles Gil Albarellos, Tomás Ortiz de Solórzano y Ortiz de la Puente y Antonio Arnedo Monguilán.

## Historia
El 8 de noviembre de 1931 obtuvo su primer representante en las Cortes, fue Tomás Ortiz de Solórzano. En las elecciones del 19 de noviembre de 1933 obtuvo dos de los cuatro diputados posibles en la provincia, que fueron Ángeles Gil Albarellos y Tomás Ortiz de Solórzano, las otras dos actas fueron para Miguel de Miranda Mateo (tradicionalista) y para Amós Salvador Carreras (Acción Republicana). 
En las elecciones del 16 de febrero de 1936 consiguieron su mayor victoria consiguiendo tres de las cuatro actas de diputado de la provincia, la cuarta fue otorgada a Amós Salvador Carreras del partido Izquierda Republicana.